# 圣马蒂纽-迪博加杜
圣马蒂纽-迪博加杜是葡萄牙波尔图区的一个堂区。总面积12.98平方公里，总人口13933人，人口密度1073.4人/平方公里。